# Justyna Gabzdyl
Pour les articles homonymes, voir Gabzdyl.
Justyna Gabzdyl, née le 30 janvier 1982 à Olsztyn, est une pianiste classique polonaise.

## Biographie
Elle commence l'étude du piano à six ans[réf. nécessaire], puis a fait ses études supérieures à l'Académie Chopin de Varsovie avec Bronisława Kawalla et Joanna Switlik (piano) et Jerzy Marchwiński (musique de chambre). Elle en fut diplômée en 2005, avec une maîtrise d'art.[réf. nécessaire] Elle a ensuite étudié à l'École normale de musique de Paris « Alfred Cortot » avec Nelson Delle-Vigne Fabbri. Elle en est sortie lauréate en 2007. Elle a participé à de nombreux concours internationaux, obtenant, entre autres le premier Prix d’excellence du concours international de musique et d’art dramatique Léopold Bellan et le deuxième Prix d’excellence du concours national de piano de Lagny-sur-Marne. Elle se produit fréquemment en concert en France et en Pologne et se perfectionne depuis 2008 à Montréal,.